# Neptis speyeri
Neptis speyeri är en fjärilsart som beskrevs av Otto Staudinger 1887. Neptis speyeri ingår i släktet Neptis och familjen praktfjärilar. Inga underarter finns listade i Catalogue of Life.